# Ariadna natalis
Ariadna natalis là một loài nhện trong họ Segestriidae.
Loài này thuộc chi Ariadna. Ariadna natalis được Mary Agard Pocock miêu tả năm 1900.